# Governo Ratas II
Il Governo Ratas II (Jüri Ratase teine valitsus in lingua estone) è il secondo governo dell'Estonia presieduto dal centrista Jüri Ratas. È entrato in carica il 29 aprile 2019 a seguito della formazione di una nuova maggioranza nel Riigikogu dopo le elezioni parlamentari del 2019. È terminato il 26 gennaio 2021 a seguito delle dimissioni del primo ministro.
Si tratta del 50º governo della Repubblica dell'Estonia, dalla sua dichiarazione di indipendenza, avvenuta nel 1918.
La sede del Governo dell'Estonia è Casa Stenbock, palazzo sulla collina di Toompea.

## Coalizione
Nelle elezioni parlamentari del 2019 la coalizione di governo in carica è uscita sconfitta e come primo partito è emerso il Partito Riformatore Estone, che però, senza l'appoggio del Partito di Centro Estone, non è riuscito a formare né una maggioranza né un governo di minoranza.
Questo ha permesso a Jüri Ratas di formare una nuova coalizione di governo, formata dal suo partito centrista (il Partito di Centro Estone), da un partito di destra (il Partito Popolare Conservatore Estone) e da un partito conservatore (Patria) che uniti dispongono della maggioranza di 55 deputati su 101 al Riigikogu.
La formazione del governo è stata piuttosto complicata; infatti, pur avendo promesso di non entrare in trattativa col Partito Popolare Conservatore Estone (EKRE) e suscitando l'opposizione e la defezione di alcuni esponenti del suo partito, l'11 marzo Jüri Ratas ha convocato il partito di destra a dialogare per formare una coalizione di governo. Nel frattempo Kaja Kallas del Partito Riformatore Estone ha ottenuto il mandato dalla presidente Kersti Kaljulaid di formare un nuovo governo, in quanto leader del partito più votato; ella ha provato prima a coinvolgere il partito di Centro in una coalizione di governo, poi a proporsi al parlamento come guida di un governo di minoranza, appoggiato dal Partito Socialdemocratico, che tuttavia non ha ottenuto i voti necessari, essendo respinto dal Riigikogu il 15 aprile con 45 voti a favore, 53 contrari e due astensioni. Questo ha permesso a Jüri Ratas di presentarsi nuovamente al Riigikogu come primo ministro, avendo già negoziato la formazione di una coalizione con EKRE e Isamaa; il 17 aprile ha ricevuto l'approvazione del Riigikogu con 55 voti a favore e 44 contrari. Ratas, che aveva già raggiunto un accordo sulla composizione del governo con gli alleati il 6 aprile, nella mattina del 22 aprile ha presentato il suo nuovo governo alla presidente Kaljulaid, che tuttavia ha voluto avviare degli incontri personali e individuali con tutti i ministri proposti prima di procedere alle nomine; il governo ha così potuto essere presentato al parlamento per la fiducia il 29 aprile, entrando così in carica. In quell'occasione ha fatto notizia la felpa con la scritta "La parola è libera" indossata dalla presidente Kaljulaid, come segno di protesta verso le affermazioni contrarie alla libertà di stampa di alcuni esponenti del partito EKRE.
La compagine ministeriale comprendeva due donne e tredici uomini.
| Camera    | Collocazione | Partiti                            | Seggi    |
| --------- | ------------ | ---------------------------------- | -------- |
| Riigikogu | Maggioranza  | EK (26), EKRE (19), Ismaa (12)     | 57 / 101 |
| Riigikogu | Opposizione  | ER (34), PSD (9), Parempoolsed (1) | 44 / 101 |

## Composizione
| Funzioni                                                           | Titolare | Titolare                                                              | Partito |
| ------------------------------------------------------------------ | -------- | --------------------------------------------------------------------- | ------- |
| Primo Ministro - Peaminister                                       |          | Jüri Ratas                                                            | EK      |
| Ministro degli Esteri                                              |          | Urmas Reinsalu                                                        | Isamaa  |
| Ministro dell'Interno                                              |          | Mart Helme                                                            | EKRE    |
| Ministro della Popolazione                                         |          | Riina Solman                                                          | Isamaa  |
| Ministro delle Finanze                                             |          | Martin Helme                                                          | EKRE    |
| Ministro degli Affari regionali                                    |          | Jaak Aab                                                              | EK      |
| Ministro della Giustizia                                           |          | Raivo Aeg                                                             | Isamaa  |
| Ministro della Difesa                                              |          | Jüri Luik                                                             | Isamaa  |
| Ministro degli Affari Economici e delle Infrastrutture             |          | Taavi Aas                                                             | EK      |
| Ministro del Commercio estero e delle Tecnologie dell'Informazione |          | Marti Kuusik (fino al 30 aprile 2019) Kert Kingo (dal 16 maggio 2019) | EKRE    |
| Ministro degli Affari Sociali                                      |          | Tanel Kiik                                                            | EK      |
| Ministro dell'Educazione e della Ricerca                           |          | Mailis Reps                                                           | EK      |
| Ministro della Cultura                                             |          | Tõnis Lukas                                                           | Isamaa  |
| Ministro dell'Ambiente                                             |          | Rene Kokk                                                             | EKRE    |
| Ministro degli Affari rurali                                       |          | Mart Järvik                                                           | EKRE    |